# Fuerza Multinacional de Paz y Observadores
La Fuerza Multinacional de Paz Y Observadores (MFO) por sus siglas en inglés Multinational Force and Observers es una fuerza internacional para el mantenimiento de la paz encargada de supervisar los tratados de paz entre Egipto e Israel.

## Antecedentes
Después de vivir mucho tiempo en guerra El 26 de marzo de 1979 fueron firmados los Acuerdos de Camp David por el primer ministro israelí Menachem Begin y por el presidente egipcio Anwar el-Sadat con la mediación del Presidente de los Estados Unidos Jimmy Carter.
Tras la firma del tratado de paz egipcio-israelí se pidió a Naciones Unidas una fuerza de paz para el Sinaí con la misión de verificar el cumplimiento del tratado. Los Términos del tratado requieren una fuerza internacional para el mantenimiento de la paz y para que ambos estados, Israel y Egipto, mantengan las disposiciones sobre acumulación militar a lo largo de la frontera.
Inicialmente, la fuerza de mantenimiento de la paz fue proporcionada por los EE. UU. mientras que se realizaban esfuerzos para crear una fuerza de las Naciones Unidas.
El 18 de mayo de 1981 el presidente del Consejo de Seguridad indicó que Naciones Unidas no estaría en condiciones de proporcionar la fuerza, debido a la amenaza de veto por la Unión Soviética a petición de Siria.
Como resultado del impasse en el Consejo de Seguridad de Naciones Unidas, Egipto, Israel y los Estados Unidos iniciaron negociaciones para establecer una organización de mantenimiento de la paz fuera del marco de Naciones Unidas. El 3 de agosto de 1981, el Protocolo del Tratado de Paz fue firmado, estableciendo la Fuerza Multinacional de Paz y Observadores.

## Misión
La misión del MFO es la siguiente:
supervisar la aplicación de las disposiciones de seguridad del Tratado de paz egipcio-israelí y emplear mejor los esfuerzos para prevenir cualquier violación de sus términos.
Esto se logra mediante la aplicación de cuatro tareas
- Operativos de control, puestos de observación y la realización de patrullas de reconocimiento en la frontera internacional, así como dentro de la Zona C.
- Verificación de las condiciones del tratado de paz por lo menos dos veces al mes.
- Verificación de las condiciones del tratado de paz dentro de las 48 horas, a petición de cualquiera de las partes.
- Garantizar la libertad de la navegación marítima internacional en el Estrecho de Tiran y el acceso al Golfo de Aqaba.

Durante las tres décadas que la Fuerza ha llevado a cabo su misión ha sido un gran éxito. El deseo de paz por parte de ambos Egipto e Israel, junto con la eficacia de la Fuerza, ha dado lugar a un duradero estado de paz entre estas dos naciones.

## Organización
La Fuerza tiene su sede principal en Roma, donde es dirigida por el Director General. También cuenta con dos oficinas regionales, una en Tel Aviv y la otra en El Cairo, mientras que la Fuerza se basa en la Zona C en la Península del Sinaí, bajo el mando del Comandante de la Fuerza.
El Comandante de la Fuerza es responsable de los elementos militares de la Fuerza, que comprenden:
- La Sede del Cuartel General.
- Tres Batallones de Infantería.
- Batallón de Soporte.
- Unidad de patrullas costeras.
- Unidad de Aviación de ala rotatoria.
- Unidad de transporte.
- Unidad de Ingenieros.
- Unidad de Policía militar
- Unidad de control del tráfico aéreo.

El contingente observador de la Fuerza está formada por los civiles adscritos a la fuerza de mantenimiento de la paz. Los observadores son en su mayoría militares retirados de Estados Unidos y de personal del Departamento de Estado.

## Estados involucrados
El personal de la MFO procede de un total de 13 naciones:
- Australia - 25 personas apostadas en el cuartel general.[5]
- Canadá - 28 personas de la Fuerza dentro de los contingentes y cuarteles generales, además de las Operaciones de Enlace, Personal de Apoyo y Sucursales.[6]
- Colombia - Un Batallón de Infantería (Batallón Colombia N.º 3) con 275 militares.[2][7]
- Fiyi - Un Batallón de Infantería con 326 personas.
- Francia - 2 oficiales de Enlace. (Uno en Campo Norte y el otro en Campo Sur)
- Hungría - Unidad de Policía Militar con 41 personas.
- Italia - Unidad de patrulla costera (75 personas y 3 Buques).
- Nueva Zelanda - 27 personas divididas entre el personal del batallón de apoyo, el cuartel general y el equipo de formación y entrenamiento.
- Noruega - 3 personas apostadas en la sede del cuartel general. 1 Jefe de Operaciones y 2 Oficiales de Enlace (Liaison)
- Estados Unidos - Contribuyen con tres unidades:
  - 27 personas en el cuartel general.
  - Batallón de Infantería (USBATT - proceden de unidades de la Guardia Nacional) - 425 actualmente el personal miembro de la Guardia Nacional de Pensilvania.
  - Batallón de Apoyo - 235 personas que consta de:
    - Sede
    - Médicos
    - Destacamento para la eliminación de artefactos explosivos
    - Compañía de Aviación (Activa en el U. S. Army).
    - transportes (FTO) o Force Transportation Office como dicen sus siglas en inglés
- Uruguay - 87 personas en una unidad de transporte e ingenieros.
- Países Bajos - 3 personas en una unidad especial de investigación.
- República Checa - Distribuidos en una unidad aérea de transporte de personal, el Centro de Operaciones y el cuartel general.

### Otros Estados que han contribuido
- Reino Unido - Aunque el contingente militar se retiró de la misión, permanece un personal de civiles, encargados de oficios internos, junto con algunos de los Estados Unidos.

## Uniformes
Militares

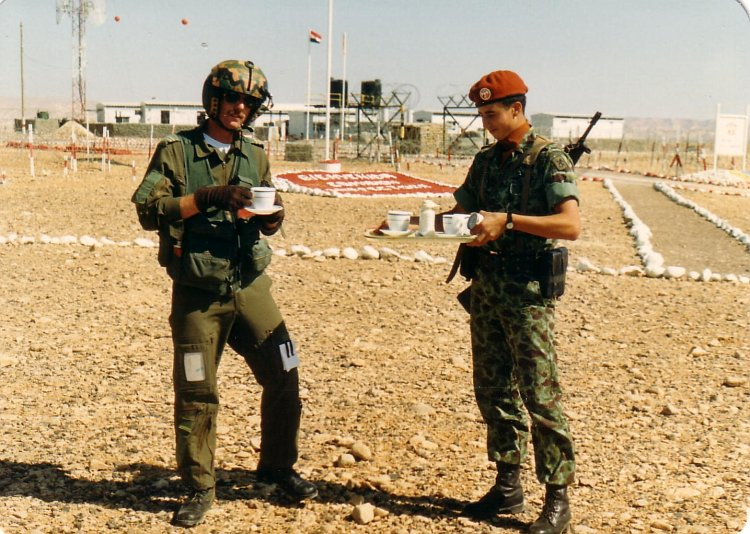
Soldado colombiano de la Fuerza Multinacional de Paz y Observadores boina terracota, con piloto canadiense en 1989.

El personal militar que presta servicios en la Fuerza debe vestir el uniforme militar nacional adecuado a las condiciones climáticas del Sinaí, a excepción de Australia, Fiyi y Uruguay, los cuales mantienen el uniforme tipo selva. Todos los contingentes deben llevar banderas nacionales o crestas para identificar su país de origen.
Las crestas se cosen en los uniformes para identificar al usuario como miembro de la fuerza. Todos los miembros militares de la fuerza deben llevar boina o sombrero arbusto Color terracota. Algunos contingentes, tales como Colombia, también usan pañuelos cuando hay desfile.
La boina de terracota es exclusiva de la Fuerza y fue seleccionado para mostrar que la fuerza no es una Fuerza de paz de Naciones Unidas. Las fuerzas de paz de Naciones Unidas deben llevar una boina de color azul claro. Una insignia de la fuerza es también utilizada en la boina, una placa de metal para oficiales, y la insignia de tela para no oficiales.

## Cronología

### Enero de 1980
Aproximadamente 160 soldados de Fort Bragg, Carolina del Norte fueron desplegados en el Sinaí. La misión de esta compañía era aumentar el tamaño y establecimiento de instalaciones de apoyo con miras a la preparación de la próxima llegada de los batallones de infantería para vigilar la paz. No se trataba de un típico Ejército de los EE. UU. Inicialmente los desplegados estaban obligados a llevar ropa de civil, debido a la amenaza para la seguridad. Llegaron en medio de la noche a la base aérea de Etam en Israel. Esta Base Aérea que más tarde pasaría a denominarse El Gorah después de la transferencia de la Península del Sinaí a Egipto
el 25 de abril de 1982. Estos soldados fueron a prepararse para asumir la misión en el Sinaí. El objetivo era establecer una estructura de mando,  de apoyo de aeronaves de ala fija y rotativa, piezas de apoyo, el agua y el suministro de petróleo, médicos, logística de la fuerza multinacional para más tarde asumir la misión.
A su llegada fueron alojados inicialmente en varios edificios que estuvieran en servicio como parte de la base aérea de Etam. Varios meses antes los edificios permanentes se encontraban en el lugar.

### 1981
finales de los años setenta e inicios de los 80, inicia la conformación de la MFO. En donde Colombia es invitada a participar desde 1981, manteniendo los elementos del Batallón Colombia No.3 en la parte central  de la Zona C ?siendo Estados Unidos el contingente encargado en preservar el orden en el sur, e Islas Fiyi al Norte? manteniendo la ley y la observación de aproximadamente el 37% de una zona de 11.620 kilómetros cuadrados.
Y es a partir del  81 cuando Colombia se convierte en un miembro activo y de suma importancia dentro de la Fuerza Multinacional de Observadores, ya que además de las funciones de verificar las implementaciones del Tratado de Paz, efectuar patrullas de reconocimiento, puestos de observación a lo largo de la frontera y mantener estricta observancia de los llamados lugares aislados; Colombia es considerada por ser un aguerrido competidor en las llamadas pruebas “Force Skill” en donde los diferentes contingentes que conforman la MFO se enfrentan en varios días de pruebas físicas mostrando la determinación y entrenamiento de cada unidad.

### Abril de 1982
La Fuerza asumió su mandato el 25 de abril de 1982, el día en que Israel entregó la soberanía de la Península del Sinaí a Egipto. En 1995 los Estados Unidos experimentaron con un batallón compuesto por soldados de la Guardia Nacional de Virginia y Maryland, y soldados del ejército regular de la 82.ª División Aerotransportada y la 101.ª División Aerotransportada. En abril de 2006, el Tercer Ejército Central de las Fuerzas de la Coalición de Tierras de Componente de Mando (CLFCC) asumió la responsabilidad del 1.er Cuerpo de Mando de Apoyo (1 ª COSCOM) de la XVIII Cuerpo Aerotransportado y volver a designarlo como el 1 Comando de logística en el Teatro. Desde enero de 2002, los Estados Unidos ha estado suministrando batallones de infantería de la Guardia Nacional.

### Febrero de 1984
El director general de la MFO Leamon R. Hunt es asesinado en Roma, mientras se encontraba en un coche blindado, fuera de su residencia privada. Los asesinos dispararon con armas de fuego automáticas en la parte trasera de la ventana hasta que fueron capaces de penetrar en el vidrio y dispararle al director general en la cabeza. El asesinato fue cometido por una facción libanesa de las Brigadas Rojas.
Más tarde, ese mismo año, el piloto oficial en Jefe Charles N. Hurt y otros dos miembros de la tripulación fueron asesinados en un UH-1 Iroquois mientras estaban en un vuelo de prueba fuera del Campo Sur.

### Marzo de 1985
Debido al inminente final de los compromisos de Australia por cuatro años con la Fuerza en abril de 1986, los gobiernos de Israel, Egipto y los Estados Unidos invitaron a Canadá a fin de establecer un contingente. Canadá acordó sustituir a Australia en la Fuerza y además enviara una escuadrón de helicópteros, oficiales de Estado Mayor y una sección de controladores del tráfico aéreo para un total 136 militares. El contingente canadiense (CCMFO) fue traído por las Fuerzas Canadienses el 26 de septiembre de 1985.

### Diciembre de 1985
El 12 de diciembre de 1985, una aeronave fletada Arrow Air DC-8 con doscientos y cuarenta y ocho miembros de la 101.ª División Aerotransportada y ocho de la tripulación de vuelo de los EE. UU.  se estrelló en el frío, la humedad del paisaje al final de la pista 22 en el Aeropuerto Internacional de Gander en Gander, Terranova, sin sobrevivientes. La 101.ª División Aerotransportada fue la rotación de un turno de servicio en la Fuerza. La teoría aceptada es que el accidente fue causado por la acumulación de hielo en las principales superficies de las alas, pero el debate y la especulación que todavía causa estragos del accidente puede tener el resultado de algún tipo de dispositivo incendiario colocado en el avión.

### Abril de 1986
El contingente australiano, integrado por oficiales y un escuadrón de helicópteros que eran miembros del despliegue inicial, se retiró en el transcurso de un gobierno que quería la reducción de sus compromisos de mantenimiento de la paz. Ellos fueron sustituidos por los canadienses CCMFO Unidad de aviación de ala rotatoria, equipado con nueve CH135 Twin Hueys, oficiales y personal de vuelo. El CCMFO estaba en funcionamiento en El Gorah el 31 de marzo de 1986. Las principales unidades militares fueron los escuadrones 408, 427 y 430 de helicópteros tácticos y el escuadrón 403 helicópteros de escuadrón Formación de operaciones.

### Diciembre de 1989
Un helicóptero canadiense CH135 en un vuelo de prueba de mantenimiento se bloquea a una milla al norte de El Gorah. Ambos miembros de la tripulación resultan heridos, uno de ellos de gravedad.

### Marzo de 1990
Después de cuatro años con la Fuerza el escuadrón de helicópteros de Canadá se retiró. Esto se debió principalmente a que Canadá aceptó un nuevo compromiso para enviar un escuadrón de helicópteros a América Central con una fuerza de paz de Naciones Unidas. Esto dejó a 28 oficiales de Canadá y los Controladores del Tráfico Aéreo en función con la Fuerza, un compromiso que continúa hasta nuestros días. Debido a la salida los canadienses, los EE. UU. dividieron sus unidades de ala rotatoria entre los campamentos sur y norte.

### Enero de 1993
Los australianos, que ha sido reemplazado por un contingente británico, regresó a la misión, y el contingente británico se retira.

### Agosto de 1994
Los miembros del contingente de Australia resultaron involucrados en un accidente mientras participan en una misión hit-and-run que no se informa. El Incidente salió a la luz cuando uno de los pasajeros del vehículo, el sargento del ejército David Hartshorn, informó después de que él había sido devuelto a Australia. Prima facie pruebas del incidente se estableció y se incluirán en una investigación oficial por el Gobierno de Australia.

### Enero de 1995
El PIR 4-505 asume funciones como USBATT. Este batallón está formado por reservistas y la Guardia Nacional, además de soldados en servicio activo. El Ejército de los EE. UU. utiliza este grupo como una prueba para ver si los reservistas podrían hacerse cargo de la misión en el futuro.

### Septiembre de 1995
AUn contingente húngaro llegó a servir como la Fuerza de unidad de policía militar. Los húngaros sustituirán el contingente holandés, y así como la policía militar, dos miembros de la Fuerza de personal, un médico y un oficial de enlace.

### Enero de 2005
El más experimentado de los observadores civiles en la historia de la Fuerza, Tony Puccini (Teniente Comandante de la Armada de EE. UU. retirado ), con más de 12 años de servicio a la Fuerza Civil de la Unidad de Observación (COU) en el Sinaí, recibe el premio director general.

### Agosto de 2005
Un vehículo que transportaba a dos miembros del contingente canadiense se vio gravemente dañado, los resultados de un ataque de IED. Los canadienses fueron solo levemente heridos.

### Enero de 2006
La Cav 1-124 Regimiento asumió funciones como el contingente USBATT. La Cav 1-124 es parte de la 36 ª División de Infantería de lA Guardia Nacional Ejército de Texas. Unidades que fueron PARA completar la dotación de la misión incluyen al 1-112 Armor, al 3 112 Armor, y varias otras unidades.

### Febrero de 2006
El Contingente de la Fuerza Aérea EE. UU. ayudó a las autoridades egipcias en el rescate y los esfuerzos de recuperación de los supervivientes de la al-Salam Boccaccio 98, un transbordador que se hundió cerca de Safaga, Egipto, en el Mar Rojo. El ferry iba a Safaga desde Duba, Arabia Saudita.

### Abril de 2006
Un atacante suicida atacó un vehículo de la Fuerza, que iba a lo largo de una ruta. En el interior del vehículo iba un Oficial de Enlace de Noruega y Nueva Zelanda, un conductor y dos funcionarios egipcios. El vehículo fue dañado, pero no hubo víctimas. Media hora más tarde, una segunda bomba atacó un vehículo de la policía egipcia en la misma zona, con resultados similares.

### Mayo de 2007
Un avión francés de la Fuerza Aérea Havilland Canada DHC-6 Twin Otter en servicio con la Fuerza Aérea de la unidad de ala fija se estrelló en el centro de la península, a 80 kilómetros al sur de la ciudad de Nakhl. Ocho franceses y un pasajero canadiense y la tripulación murieron. El avión informó de problemas con un motor y estaba intentando un aterrizaje de emergencia en una carretera cuando un camión lo golpeó. El conductor del camión resultó ileso.
El avión fue operado por la Fuerza Aérea francesa como su contribución a la MFO. Hizo vuelos regulares entre los dos principales bases Fuerza en El Gorah y Sharm el-Sheik, así como la realización de misiones de observación como parte del mandato de la MFO.

### Diciembre de 2008
La República Checa y la Fuerza anunciaron que el gobierno checo ha iniciado negociaciones para contribuir con tres oficiales de personal a la Fuerza como parte de un nuevo contingente, permanente de la República Checa. Además, este agregado a la Fuerza es parte del plan estratégico de la República Checa de participar más en operaciones en el extranjero y está sujeto a la aprobación del Parlamento.

### Entre febrero y abril de 2014
Entra el Contingente de República Checa a formar parte de las operaciones de paz, tomando la labor de pilotaje de aviones Caza, los cuales entraron a reemplazar a los Sherpa de EE. UU. Estos aviones cumplen la labor de transportar personal de la fuerza entre las 2 bases (Campo Norte y Campo Sur). Han contribuido desde 2009 a la fuerza, pero el contingente Checo es oficialmente incluido y ampliado oficialmente hacia finales de 2013.

## Zonas de Mantenimiento de Paz
El artículo 2 del anexo I del Tratado de Paz instó a la Península del Sinaí a ser divididos en zonas. Dentro de estas zonas, Egipto e Israel se les permitió diversos grados de acumulación militar:
- Zona A: Entre el Canal del Suez y la línea A. Egipto se permite una división de infantería mecanizada, con un total de 22000 soldados en la zona A.

- Zona B: Entre la línea A y línea B. A Egipto le está permitido cuatro batallones de la seguridad en las fronteras para apoyar a la policía civil en la Zona B.

- Zona C: Entre la línea B, Egipto y la frontera de Israel. Solo la MFO y la policía civil de Egipto se permiten en la Zona C.

- Zona D: Entre la frontera de Egipto e Israel y la línea D. Israel está permitido cuatro batallones de infantería en la zona D.

Dentro de la Zona C, hay dos instalaciones principales:
- Campo Norte. se encuentra en el Gorah, 37 km al sureste de El Arish, y es la ubicación del cuartel general de la fuerza militar.

- Campo Sur. se encuentra entre las ciudades de Sharm el-Sheij y Naama Bay.

Además hay treinta sitios más pequeños en diversos puntos dentro de la Zona C. Un puesto de observación a distancia (PO 3-11) se encuentra en alta mar en la isla de Tiran, que forma parte de Arabia Saudita, lo que requiere el reabastecimiento por aire o mar.
Zona C. La Zona C se subdivide en sectores, cada uno controlado por un Centro de Control del Sector. Los sectores están numerados de norte a sur y se les asignará:
- Sectores 1 y 2 - Batallón Fiyi.
- Sectores 3 y 4 - Batallón Colombia.

## Force Skills
Es una competencia organizada por las Fuerzas Militares participantes en la MFO. Son 3 días de competencia, en varias estaciones. Entre las competencias están el paso de pista, prueba reina en las Force Skills, el procedimiento de evacuación médica, la pista de reconocimiento de aeronaves y vehículo, y varios exámenes escritos que hacen el compendio necesario para hacer de esta prueba el examen final de un miembro de la MFO.
Se dan dos en el año.